# エーゲ海プレート

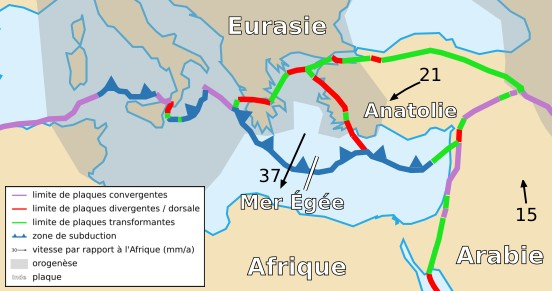
エーゲ海プレート

エーゲ海プレート（英語: Aegeam Sea Plate）もしくはギリシアプレート、ギリシャプレート（英語: Hellenic Plate）とは、地中海の東側からギリシャ南部、トルコ西部にかけて存在するプレートである。
プレートの南端にはクレタ島があり、アフリカプレート（ヌビアプレート）がエーゲ海プレートの下に沈み込んでいる。 また、北端にはコリンティアコス湾があり、ユーラシアプレートとの境界となっている。